# Robert Pache
Robert Pache (ur. 26 września 1897 w Morges, zm. 31 grudnia 1974 w Pully) – szwajcarski piłkarz grający na pozycji napastnika. W swojej karierze rozegrał 15 meczów w reprezentacji Szwajcarii, w których strzelił 8 goli.

## Kariera piłkarska
Swoją karierę piłkarską Pache rozpoczął w klubie Servette FC. Zadebiutował w nim w sezonie 1917/1918. W debiutanckim sezonie wywalczył z Servette mistrzostwo Szwajcarii. W 1919 roku odszedł do francuskiego CA Paris. W sezonie 1920/1921 zdobył z nim Puchar Francji. W 1921 roku wrócił do Servette i w sezonie 1921/1922 został z nim mistrzem kraju. W 1925 roku odszedł z Servette do niemieckiego FSV Frankfurt, w którym w 1931 roku zakończył swoją karierę.

## Kariera reprezentacyjna
W reprezentacji Szwajcarii Pache zadebiutował 6 listopada 1921 roku w zremisowanym 1:1 towarzyskim meczu z Włochami, rozegranym w Genewie. W 1924 roku wystąpił z kadrą Szwajcarii na Igrzyskach Olimpijskich w Paryżu. Zdobył na nich srebrny medal. Od 1921 do 1924 roku rozegrał w kadrze narodowej 15 meczów, w których strzelił 8 goli.